# Bear Creek (Meteorit)
Koordinaten: 39° 36′ 0″ N, 105° 18′ 0″ W
Der Bear-Creek-Meteorit (offiziell schlicht Bear Creek, früher bekannt als Colorado-Meteorit) ist ein Oktaedrit-Eisenmeteorit, der 1866 von G. L. Morrison und James L. Wilson in einer Schlucht der Rocky Mountains grob 50 km westlich von Denver in Jefferson County, Colorado (USA), gefunden wurde. Er hat eine Masse von 226,79 kg und durchschnittliche Abmessungen von 350 × 250 × 11 mm.
Nach dem Handbook of Colorado Meteorites wird er als IIIAB klassifiziert. Dort werden auch die näheren Umstände der Auffindung beschrieben und insbesondere darauf hingewiesen, dass er in situ eine dicke Eisenoxidschicht aufwies, was darauf hindeutet, dass er schon vor Tausenden von Jahren auf die Erde gefallen war.
Der Meteorit war einst Teil der Amherst-Sammlung, wo er den Namen „Aeriotopos“ (altgriechisch αέριοτόπος ‚dem Himmel zugehörig‘) erhielt.
Derzeit (8. Mai 2025) gibt es auf MinDat (Hudson Institute of Mineralogy) keinen Eintrag für den Meteoriten.

## Ähnliche Meteoriten
Die metallographische Untersuchung von kleinen Proben von diesem und dem Narraburra  Eisenmeteoriten (Australien, Masse   32,2 kg) ergab eine so bemerkenswerte Ähnlichkeit der mikrostrukturellen Details, dass beide offenbar einst zu einem einzigen Körper gehört haben müssen und zudem einen ähnlichen Werdegang durchlaufen haben – trotz der großen Entfernung ihrer Absturzstellen auf verschiedenen Kontinenten. Ein detaillierter Vergleich der Meteoriten findet sich bei Howard J. Axon (1961), siehe Narraburra (Meteorit): Vergleich.
Möglicherweise gehört sogar noch ein dritter Eisenmeteorit zu ihnen, Smith's Mountain (alias Rockingham County, 36° 25′ N, 80° 0′ W), gefallen in North Carolina (USA).